# Tom Jones - Una storia d'amore
Tom Jones - Una storia d'amore (Tom Jones) è una miniserie televisiva anglo-statunitense diretta da Georgia Parris e scritta da Gwyneth Hughes. Basata sull'omonimo romanzo del 1749 di Henry Fielding, ha debuttato il 30 aprile 2023 sulla PBS mentre nel Regno Unito il 4 maggio seguente su ITVX.

## Puntate
| nº | Titolo originale | Titolo italiano | Prima TV USA   | Prima TV Italia   |
| -- | ---------------- | --------------- | -------------- | ----------------- |
| 1  | Episode 1        | Episodio 1      | 30 aprile 2023 | 30 settembre 2023 |
| 2  | Episode 2        | Episodio 2      | 7 maggio 2023  | 30 settembre 2023 |
| 3  | Episode 3        | Episodio 3      | 14 maggio 2023 | 30 settembre 2023 |
| 4  | Episode 4        | Episodio 4      | 21 maggio 2023 | 30 settembre 2023 |

## Personaggi e interpreti

### Principali
- Tom Jones, interpretato da Solly McLeod, doppiato da Mirko Cannella.
Figlio illegittimo e pupillo di Allworthy.
- Sophia "Sophy" Western, interpretata da Sophie Wilde, doppiata da Alice Venditti.
Figlia adottata di Western.
- Debora Wilkins, interpretata da Janine Duvitski, doppiata da Lorenza Biella.
Domestica di Allworthy.
- Molly Seagrim, interpretata da Lucy Fallon, doppiata da Rossa Caputo.
Secondogenita di Black George e prima amante di Tom.
- John Allworthy, interpretato da James Fleet, doppiato da Ambrogio Colombo.
Benestante signorotto di Paradise Hall, una tenuta nel Somerset e tutore di Tom.
- George "Black George" Seagrim, interpretato da Dean Lennox Kelly, doppiato da Stefano Thermes.
Guardiacaccia di Allworthy, un uomo povero e oggetto della carità di Tom.
- Honour Newton, interpretata da Pearl Mackie, doppiata da Letizia Scifoni.
Damigella di Sophia.
- Bridget Allworthy, interpretata da Felicity Montagu, doppiata da Barbara Castracane.
Sorella di Allworthy.
- William Blifil, interpretato da James Wilbraham, doppiato da Stefano Broccoletti.
Figlio del capitano Blifil e Bridget, rivale di Tom.
- Zia Western, interpretata da Shirley Henderson, doppiata da Georgia Lepore.
Sorella nubile di Western e zia di Sophia.
- Signor Western, interpretato da Alun Armstrong, doppiato da Gianni Giuliano.
Ricco signorotto e cacciatore che possiede una proprietà confinante con quella di Allworthy e vuole far sposare sua figlia Sophia con William.
- Jenny Jones Waters, interpretata da Susannah Fielding (adulta) e da Isobelle Molloy (giovane), doppiata da Erica Necci (adulta) e da Sara Labidi (giovane).
Domestica dei Partridge e presunta madre di Tom.
- Harriet Fitzpatrick, interpretata da Tamzin Merchant, doppiata da Giulia Catania.
Moglie di Patrick e cugina di Sophia e Lady Bellaston.
- Patrick Fitzpatrick, interpretato da Julian Rhind-Tutt, doppiato da Francesco Bulckaen.
Sergente maggiore irlandese in pensione e marito di Harriet.
- Benjamin Partridge, interpretato da Daniel Rigby, doppiato da Stefano Crescentini.
Insegnante, barbiere e presunto padre di Tom.
- Lady Bellaston, interpretata da Hannah Waddingham, doppiata da Francesca Fiorentini.
Ricca zia di Sophia, seconda amante di Tom e figura di spicco nella società londinese che cerca di costringere Sophia a sposare Lord Fellamar, in modo che possa avere Jones per sé.

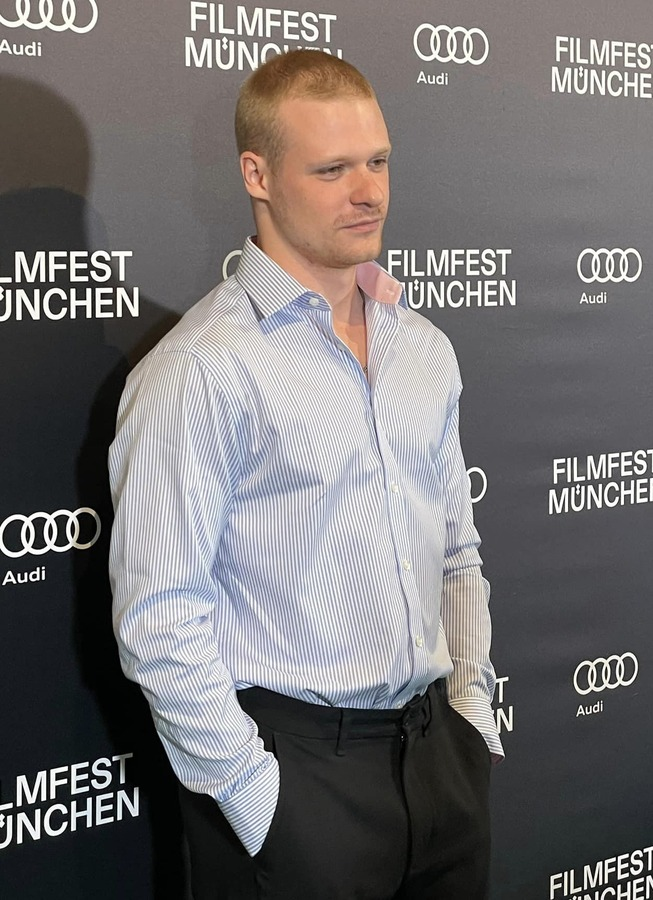
Solly McLeod
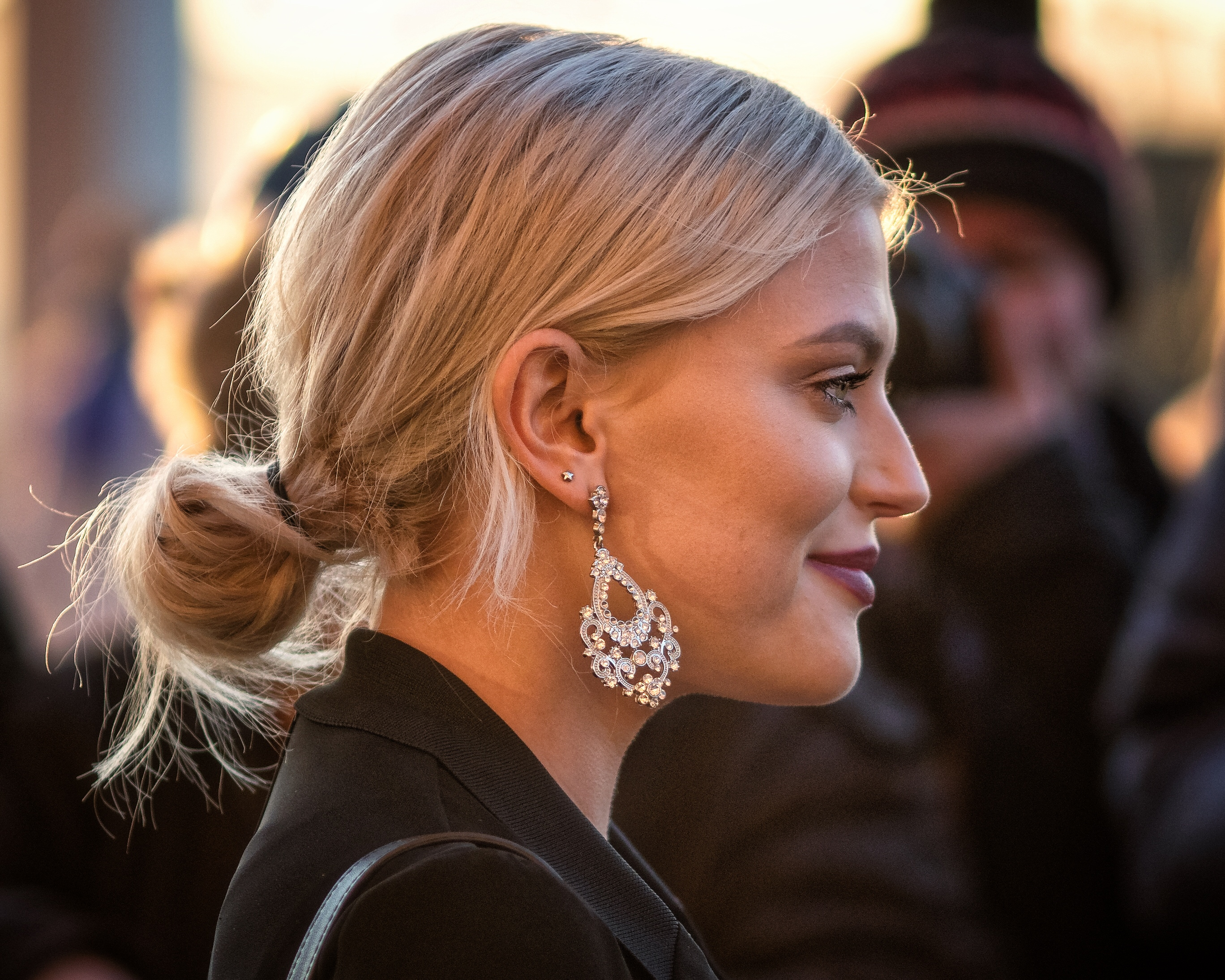
Lucy Fallon
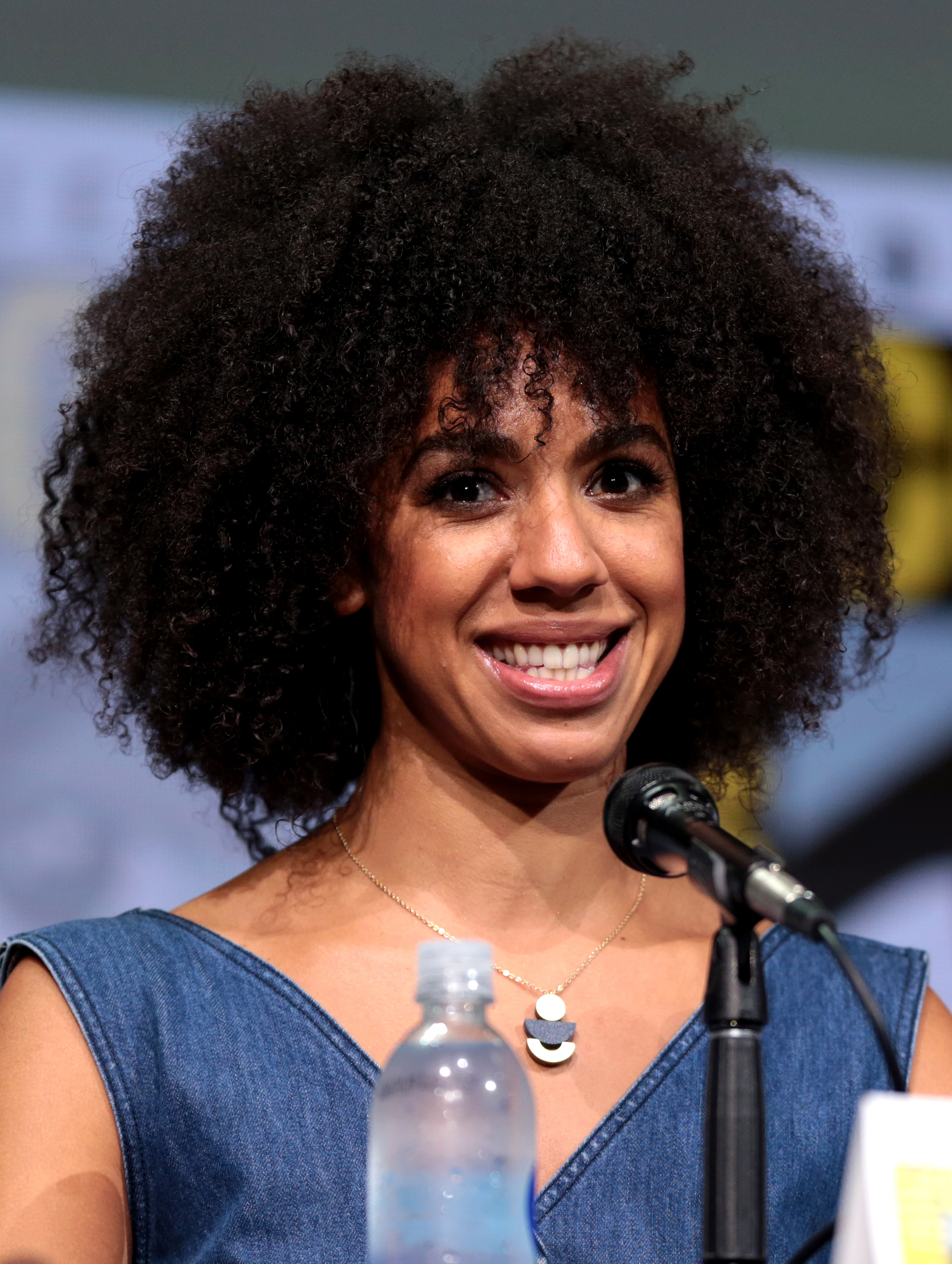
Pearl Mackie
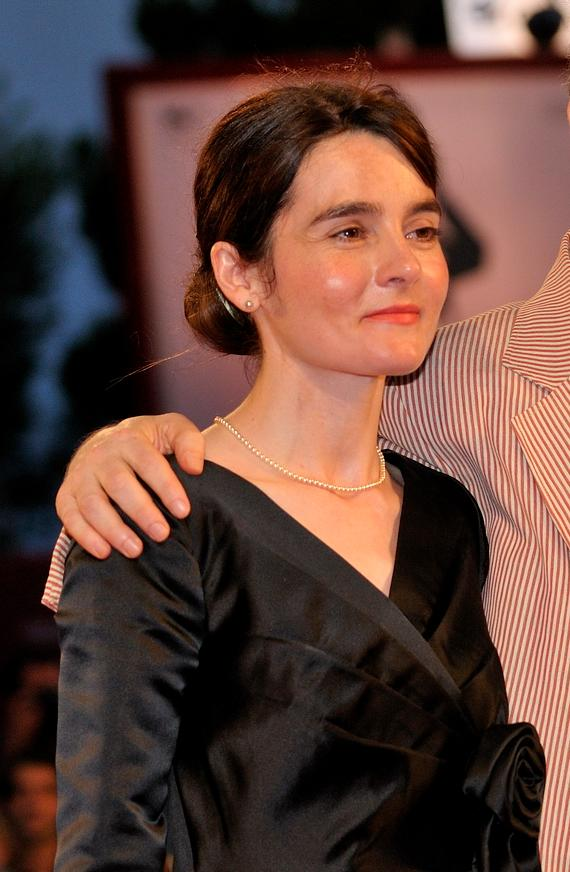
Shirley Henderson
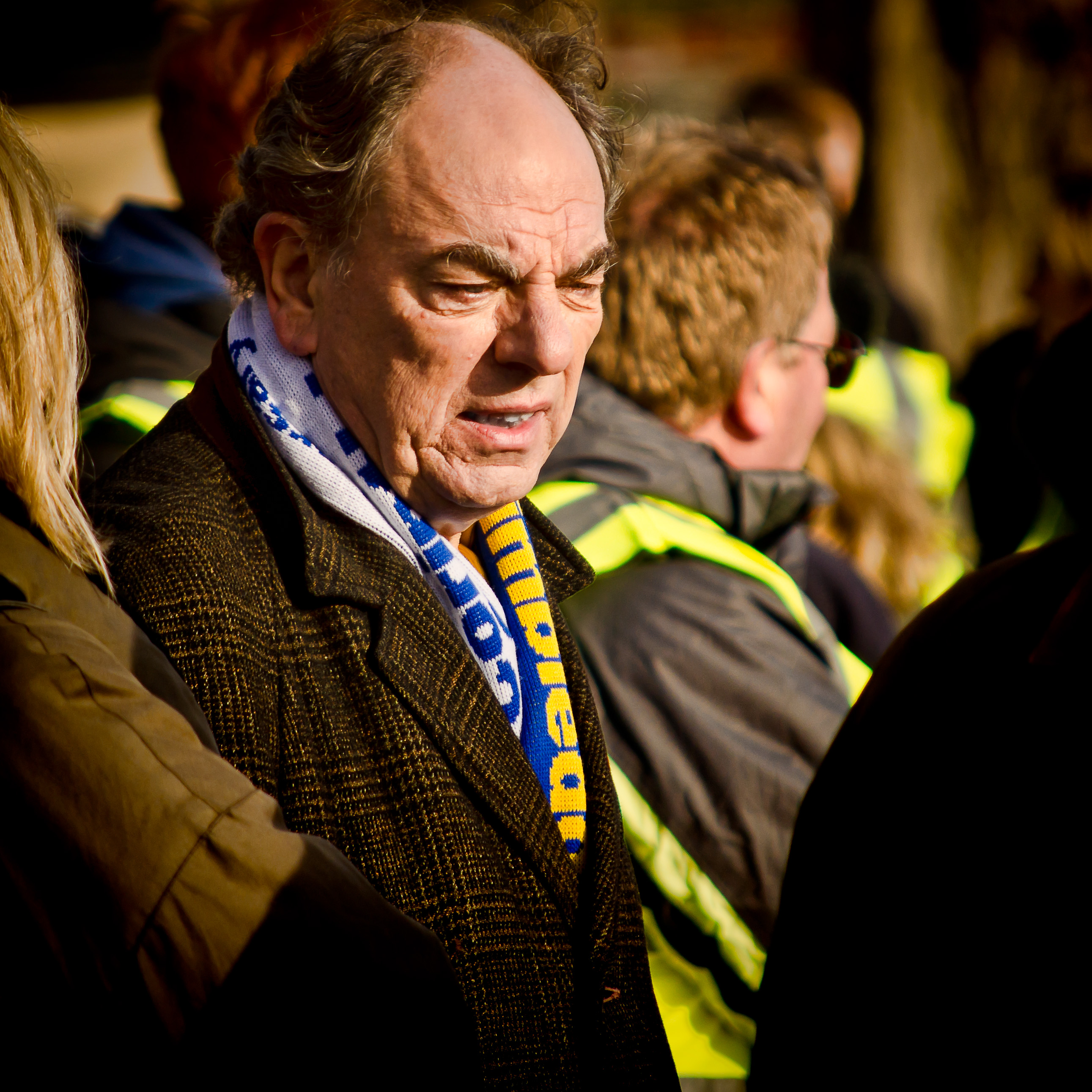
Alun Armstrong
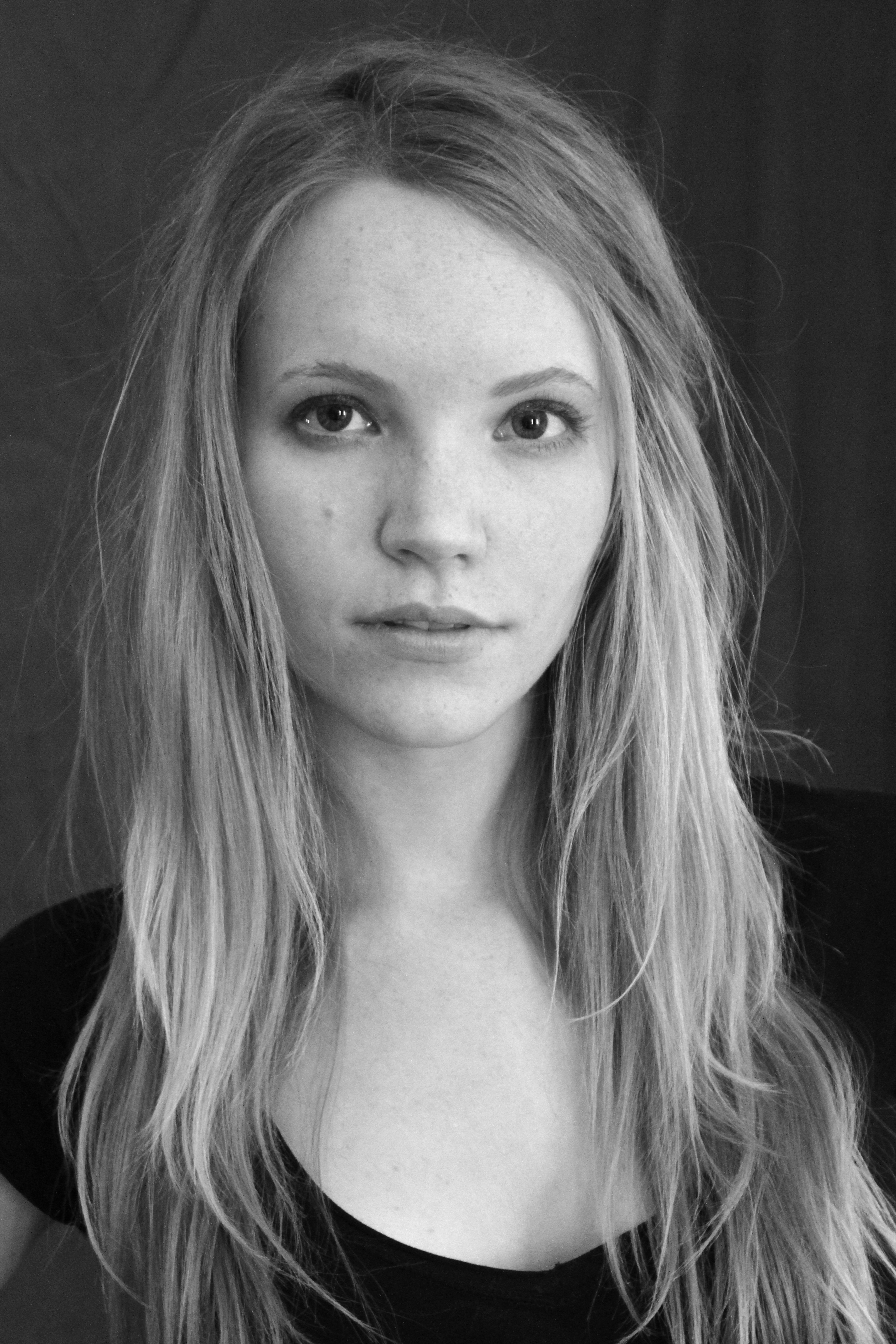
Tamzin Merchant
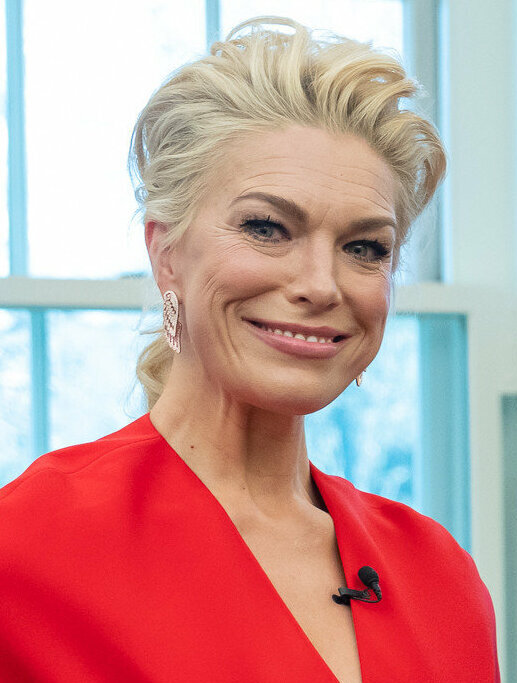
Hannah Waddingham

### Ricorrenti
- Lord Fellamar, interpretato da Tom Durant Pritchard, doppiato da Edoardo Stoppacciaro.
Pretendente di Sophia.
- Signora Miller, interpretata da Frances Grey, doppiata da Ilaria Latini.
Madre di Nancy e Betsy.
- Nancy Miller, interpretata da Florence Guy.
Figlia maggiore promessa al signor Nightingale.
- Betsy Miller, interpretata da Delilah Bennett-Cardy, doppiata da Ilaria Pellicone.
Figlia adolescente della signora Miller.
- Signor Nightingale, interpretato da Will Fletcher, doppiato da Emanuele Ruzza.
Giovane gentiluomo londinese che fa amicizia con Tom ed è in procinto di sposare Nancy.

## Produzione
La casa di produzione Masterpiece ha collaborato con ITV e Mammoth Screen per un adattamento del romanzo di Henry Fielding scritto da Gwyneth Hughes nel 2021 con Solly McLeod e Sophie Wilde come protagonisti. La miniserie è stata interamente girata nell'Irlanda del Nord, inclusi Gracehill, Ballymena e al The Regency (Upper Crescent) a Belfast. Nel novembre 2021 è stato annunciato che Hannah Waddingham si era unita al cast.

## Distribuzione
La miniserie ha debuttato in Danimarca su DR TV e DR1 il 14 e 15 aprile 2023. Negli Stati Uniti ha esordito il 30 aprile seguente sulla PBS Nel Regno Unito è stata distribuita il 4 maggio 2023 su ITVX. In Italia è andata in onda su Sky Serie il 30 settembre 2023.

## Accoglienza

### Critica
La miniserie ha ricevuto recensioni positive dalla critica. Rotten Tomatoes riporta il 67% delle recensioni professionali positive, con un voto medio di 5,20 su 10 basato su 12 critiche. Il consenso critico del sito web indica: «La versione del capolavoro teatrale di Tom Jones potrebbe non trovare un nuovo modo di rendere il suo libertino più interessante, ma le sue imprese rimangono spassosamente sconce grazie ad un cast corale interessante.» Metacritic, invece, ha assegnato un punteggio di 62 su 100 basato su 11 recensioni, indicando "recensioni generalmente favorevoli".
Anita Singh del The Daily Telegraph ha affermato: «Tom Jones dovrebbe essere uno spasso ma, per lunghi tratti, è positivamente noioso. L'attore promettente Solly McLeod cattura la natura gentile di Tom ma la sua chimica con Sophia (Sophie Wilde) è insistente, e la sua interpretazione è surclassata in ogni scena da Pearl Mackie come sua cameriera.»
Scrivendo per il The Guardian, Jack Seale ha indicato: «Questo adattamento del romanzo erotico in costume di Henry Fielding è rimaneggiato come un racconto di un depresso cretino che si innamora di una tonta – e la scintilla non si accende mai.»
Nell'Evening Standard, Melanie McDonagh ha assegnato alla serie tre stelle su cinque osservando: «C'è classe, sesso e denaro, quei temi sicuri delle fiction inglesi. E c'è Hannah Waddingham come Lady Bellaston che fa commenti sarcastici da snob e ha una acconciatura vaporosa come nessun altro. Dunque, una piacevole serie in quattro parti per un po' di sollievo. La cosa grandiosa di Tom Jones è che non si tratta di Jane Austen né di Dickens. Quindi, a parte una serie della BBC degli anni novanta e una allegra versione del 1963 con Albert Finney, non sono già state realizzate molte versioni.»

## Riconoscimenti
- 2023 – Hollywood Critics Association[16][17]
  - Miglior attrice non protagonista in una miniserie o serie antologica di una rete televisiva o via cavo a Hannah Waddingham